# Хашлама
Хашлама (арм. խաշլամա, груз. ჰაშლამა) — блюдо из баранины (ягнятины) или говядины (телятина). Хашламу по-армянски, как правило, готовят из ягнятины, в состав блюда также входят овощи, пиво, зелень. Хашлама по-грузински представляет собой, как правило, отварную говядину присыпанную сезонной зеленью. Бульон, по желанию, подается отдельно.

## История
Как часто бывает в тесно локализованных обществах, два и более блюд, могут быть фонетически идентичными, но семантически совершенно разными. Грузинская и армянская хашлама не имеют ничего общего, кроме мясной основы. Армянская хашлама более напоминает рагу, а грузинская просто отварное мясо.
В Армении, в античные времена во время праздника Навасард, в честь Бога Ара совершались паломничества к святым местам. С благословения главного жреца готовили хашламу. Готовилось оно как из телятины, так и из мяса ягненка. В большой кастрюле, подвешенной над очагом, тушили мясо в пиве, с большим количеством горных трав, зелени и пряностей. При этом на дно кастрюли сначала закладывали половину зелени и пряностей, затем нарезанное на большие куски мясо, сверху снова прикрывали травами и заливали пивом. В те времена блюдо считалось обрядовым.
В Грузии Хашлама больше всего распространена в регионе Кахети, и является там самым популярным домашним мясным блюдом. Грузинский вариант Хашламы сам по себе довольно аскетичен, и не включает в состав ничего кроме мяса. После приготовления его можно присыпать зеленью петрушки и сельдерея. Бульон, как правило, употребляют на второй день с большим количеством чеснока. Широкое распространение в Кахети блюдо получило после Иранских и Татаро-Монгольских разорительных нашествий. Изгнанное из домов население и военное ополчение не имело доступа к овощам и специям, и для готовки обходилось лишь водой из рек и спасенной скотиной.

## Обрядовое происхождение
Хашламу готовят на поминки или Матах.
Соль, которую скармливают жертве перед обрядом, или сама жертва обязательно должны быть освящены в церкви. Перед приготовлением необходимо тщательно помыть мясо, убрав курдюк и другие излишки жира. Мясо нельзя жарить, мелко нарезать или прокручивать в мясорубке, а также нельзя добавлять иные специи, кроме соли.
Традиционно покупкой живого ягненка и процессом его жертвоприношения занимались мужчины. Во время проведения Матаха Хашламу, обернутую в лаваш, разносят в 7 соседских дома до наступления темноты.

## Ингредиенты
- 1,5-2 кг мяса ягненка;
- 300 г помидоров;
- 1 болгарский зелёный перец;
- 1 л пива;
- 1 стручок чили;
- Зелень кориандра и базилика;
- Чёрный молотый перец;
- Соль.

## Рецепты

### Древний рецепт
Мясо ягненка нарезать на куски по 100—150 г. Посолить, поперчить, залить пивом, поставить на большой огонь и быстро довести до кипения. Затем уменьшить огонь и тушить мясо около часа. Если жидкость выпарилась, добавить немного пива или воды.
Перец нарезать на несколько частей. Помидоры очистить от кожицы, нарезать небольшими кусками. Перец и помидоры добавить к мясу и тушить ещё около часа, также можно добавить перец чили. Хашламу подавать с отварным картофелем с пряными травами. Бульон подают в маленьких чашках. Хашламу можно приготовить и на воде либо в любом сочетании с пивом и водой. Красное вино будет прекрасным дополнением.

### Рецепт на Матах или поминки
Сварить мясо в кастрюле с водой на медленном огне. Через полчаса посолить, поставить на теплящийся огонь, ещё через полчаса — поменять воду, сохранив часть сока. Далее добавить соль, очищенную картошку и варить на медленном огне тридцать минут. Подается Хашлама в глубоких блюдцах с бульоном, а картошка на отдельной плоской посуде.

### Грузинский вариант
Рецепт согласно изданию «Грузинскiя кушанья, варенья и приготовленiя. Второе изданiе, дополненное и исправленное» от 1898 г. Состав: говядина (хребтовая часть или ребра), соль. «Взять чалагачи (хребтовую часть) или ребра, порезать на большие куски, перемыть. Вскипятить воду с солью, опустить туда мясо, варить, снимая накипь, но не разваривать. Вынуть и подать только мясо.»
Рецепт согласно культовой грузинской кулинарной книге «Грузинские блюда» Тамара Сулаквелидзе от 1959 г. Состав: Говядина (грудинка, лопатка, огузок, кострец, оковалок) — 1 кг, лук репчатый — 1 головка, чеснок 8-10 зубчиков, зелень сельдерея или петрушки, соль. «Мясо молодой телки нарезать на куски, положить в кастрюлю, залить водой так, чтобы она покрыла мясо, закрыть крышкой и поставить варить. До закипания снять пену. Добавить коренья (петрушки и сельдерея), которые к концу варки удалить. За 5 минут до готовности мяса, суп заправить солью. Перед подачей на стол, к порционным кускам вареного мяса в каждую тарелку добавить хорошо истолченный чеснок и мелко нарезанную зелень петрушки и подлить небольшое количество мясного отвара, полученного при варке телятины. В этом кушанье чеснок должен хорошо чувствоваться.»